# Apocalyptic Love
Apocalyptic Love ist das zweite Studioalbum des Guns-n’-Roses und ehemaligen Velvet-Revolver -Gitarristen Slash. Im Gegensatz zum Vorgänger wurde das Album nicht mit mehreren Sängern aufgenommen. Nur Alter-Bridge-Sänger Myles Kennedy ist auf dem Album zu hören. Weitere Musiker waren außerdem der Bassist Todd Kerns und der Schlagzeuger Brent Fitz (genannt The Conspirators, zu deutsch: Die Mitverschwörer).

## Entstehungsgeschichte
Auf der Tour zu Slashs selbstbetitelten Debüt-Album 2010/2011 war Myles Kennedy als Sänger vertreten. Er hatte außerdem auf zwei Songs der Allstar-Kollaboration mitgewirkt. Slash beschloss deshalb, mit Kennedy sein zweites Album aufzunehmen. Da er das Album nur mit einem Sänger aufnahm, war er sich lange Zeit nicht sicher, ob er das Album nur unter seinem Namen veröffentlichen, oder dem Projekt einen neuen Namen geben sollte.
Die Arbeiten für das Album begannen im Juni 2011. Im Dezember wurden drei fertige Songs als Bad Rain, Standing in the Sun und Halo betitelt, die Slash als "sehr hart" beschrieb. Die Arbeiten wurden im Februar 2012 abgeschlossen und wenig später der 22. Mai als Erscheinungsdatum in den USA angegeben. Die Album-Tour begann bereits im März.
Am 27. Februar wurde die erste Single You’re a Lie veröffentlicht und schaffte es auf Platz 23 der Rock Song-Liste von Billboard. Das dazugehörige Musikvideo wurde am 15. Mai ins Internet gestellt. Die Trackliste des Albums veröffentlichte Slash am 5. März. Weitere Singles wurde Standing in the Sun, Bad Rain sowie Anastasia. Zu sämtlichen Singles -bis auf Standing in the Sun- gab es ebenfalls Musikvideos.

## Texte
Alle Songtexte wurden von Slash und Myles Kennedy geschrieben. Nur bei No More Heroes ist zusätzlich Produzent Eric Valentine als Autor angegeben. Laut eigener Aussage handeln einige Texte von Kennedys überwundener Drogenabhängigkeit.

## Rezeption
Michael Edele von Laut.de beschrieb Apocalyptic Love als nahezu „perfektes Sommer-Album“, das jederzeit „organisch und authentisch“ klinge. Er vergab vier von fünf möglichen Sternen. Peter Kubaschk von Powermetal.de äußerte, dass das Album in erster Linie als Hard-Rock-Album gilt und „mit tollen Songs, die von einem grandiosen Gitarristen und einem nicht minder grandiosen Sänger veredelt werden“. Als Highlights nannte er unter anderem You’re a Lie und One last Thrill. Er vergab 8.5 von zehn möglichen Punkten. Jakob Kranz von Metal Hammer meinte, dass die Abkehr von vielen Gastsängern dem Album gut getan hätten, fand allerdings, dass nicht jeder Song "knallen" würde. Er vergab fünf von sieben möglichen Punkten.

## Trackliste
Die Deluxe Edition enthält zusätzlich eine DVD, auf der sich eine Dokumentation über die Album-Aufnahmen befindet. Die deutsche Zeitschrift Metal Hammer veröffentlichte in der Juni-Ausgabe zusätzlich ein Extended Play. Sie enthält zwei Songs von Apocalyptic Love sowie vier unveröffentlichte Bonustracks.
| #  | Titel               | Länge | Anmerkung              |
| -- | ------------------- | ----- | ---------------------- |
| 1  | Apocalyptic Love    | 3:28  | Titeltrack             |
| 2  | One Last Thrill     | 3:09  |                        |
| 3  | Standing in the Sun | 4:03  | Zweite Single          |
| 4  | You’re a Lie        | 3:50  | Erste Single           |
| 5  | No More Heroes      | 4:23  |                        |
| 6  | Halo                | 3:22  |                        |
| 7  | We Will Roam        | 4:49  |                        |
| 8  | Anastasia           | 6:07  |                        |
| 9  | Not for Me          | 5:21  |                        |
| 10 | Bad Rain            | 3:46  | Dritte Single          |
| 11 | Hard & Fast         | 3:02  |                        |
| 12 | Far and Away        | 5:14  |                        |
| 13 | Shots Fired         | 3:48  |                        |
| 14 | Carolina            | 3:17  | Nur auf Deluxe Edition |
| 15 | Crazy Life          | 3:40  | Nur auf Deluxe Edition |

## Kommerzieller Erfolg

### Chartplatzierungen
| ChartsChartplatzierungen       | Höchstplatzierung | Wochen |
| ------------------------------ | ----------------- | ------ |
| Deutschland (GfK)              | 5 (7 Wo.)         | 7      |
| Österreich (Ö3)                | 3 (9 Wo.)         | 9      |
| Schweiz (IFPI)                 | 3 (13 Wo.)        | 13     |
| Vereinigte Staaten (Billboard) | 4 (11 Wo.)        | 11     |
| Vereinigtes Königreich (OCC)   | 12 (10 Wo.)       | 10     |

### Auszeichnungen für Musikverkäufe
| Land/Region                  | Auszeichnungen für Musikverkäufe (Land/Region, Auszeichnung, Verkäufe) | Verkäufe |
| ---------------------------- | ---------------------------------------------------------------------- | -------- |
| Kanada (MC)                  | —                                                                      | 7.500    |
| Neuseeland (RMNZ)            | Gold                                                                   | 7.500    |
| Polen (ZPAV)                 | Gold                                                                   | 10.000   |
| Vereinigte Staaten (RIAA)    | —                                                                      | 90.000   |
| Vereinigtes Königreich (BPI) | Silber                                                                 | 60.000   |
| Insgesamt                    | 1× Silber · 2× Gold ·                                                  | 175.000  |